# 浅茅ヶ原の鬼婆

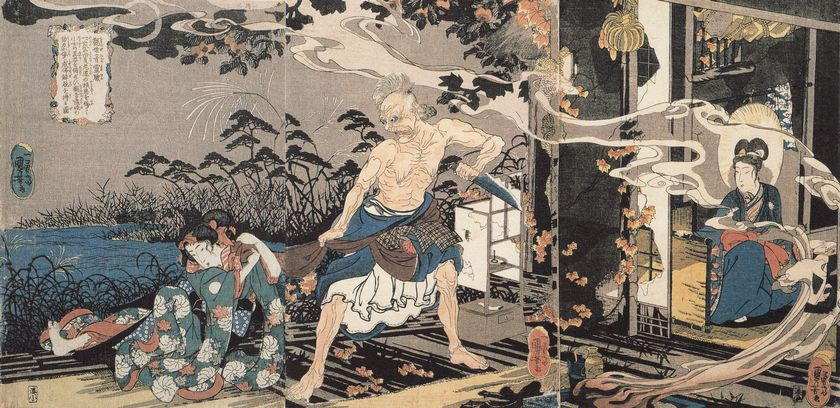
歌川国芳『観世音霊験一ツ家の旧事』

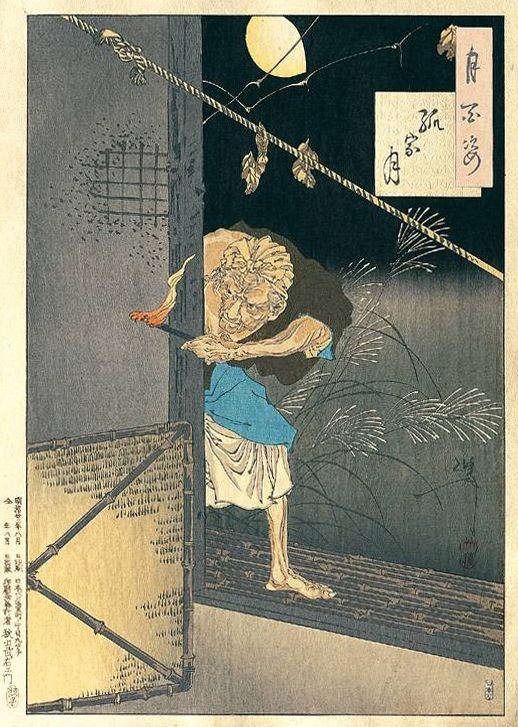
「孤家月」（ひとつやのつき）（月岡芳年『月百姿』のうちの一作）

浅茅ヶ原の鬼婆（あさぢがはらのおにばば）は、東京都台東区花川戸に伝わる伝説。一つ家の鬼婆（ひとつやのおにばば）、一つ家（ひとつや）あるいは土地の名前だけをとり浅茅ヶ原（あさぢがはら）とも称される。

## 概要
浅草寺（東京都台東区）の観音菩薩にまつわる伝説として江戸時代以後には書籍や演芸・芝居なども取り上げられ、広く知られていった。一軒家に棲む老女が宿泊する旅人をあやめて金品を奪っていたなどとする話は各地にみられ、これもそのうちの一例と見ることができる。
用明天皇の時代、武蔵国花川戸の周辺に浅茅ヶ原と呼ばれる原野があり陸奥国や下総国を結ぶ唯一の小道があったが、宿泊できるような場所がまったくない荒地で、旅人たちは唯一の人家であるあばら家に宿を借りていた。この家には老婆と若く美しい娘が2人で住んでいたが、実は老婆は旅人を泊めると見せかけ、寝床を襲って石枕で頭を叩き割って殺害し（『関八州古戦録』巻二では、天井から縄をつけた大石を落として圧殺したと記す）、亡骸は近くの池に投げ捨て、奪った金品で生計を立てるという非道な鬼婆だった。娘はその行いを諌めていたが、聞き入れられることはなかった。老婆が殺した旅人が999人に達した。ある日、ひとり旅の稚児（ちご）が宿を借りた。老婆は躊躇することなく、寝床についた稚児の頭を石で叩き割った。しかし寝床の中の亡骸をよく見ると、それは自分の娘だった。娘は稚児に変装して身代わりとなり、自分の命をもって老婆の行いを咎めようとしていたのだった。老婆が自分の行いを悔いていたところ、家を訪れていた稚児が現れた。実は稚児は浅草寺の観音菩薩の化身であり、老婆に人道を説くために稚児の姿で家を訪れたのだった。その後、観音菩薩の力で竜と化した老婆が娘の亡骸とともに池へ消えたとも、観音菩薩が娘の亡骸を抱いて消えた後、老婆が池に身を投げたとも、老婆は仏門に入って死者たちを弔ったともいわれている。

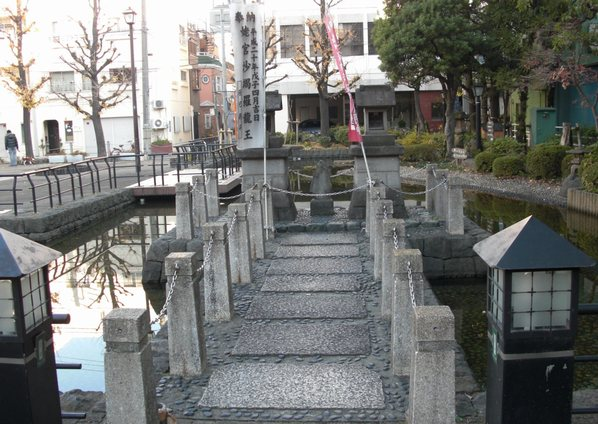
東京都台東区・花川戸公園。姥ヶ池の跡地。

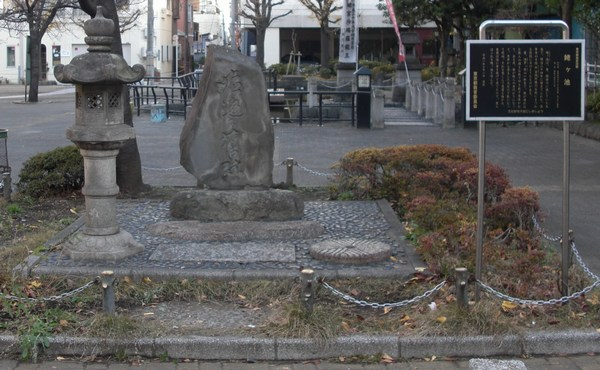
同公園にある姥ヶ池の石碑。右側には伝説内容を記した看板がある。

鬼婆が身を投げたとされる池は姥ヶ池（うばがいけ）と呼ばれてあり、現在も花川戸公園に残っている。池の大きさは、古くは隅田川に通じるほどの水をたたえた大きなものであったが、明治時代に宅地造成などのために大部分が埋め立てられており、かつての姿とはかけ離れたものとなっている。

## 浅茅ヶ原の鬼婆の登場する作品

### 和歌
白河院の作であるという和歌に、この伝説を詠み込んだ「武蔵には霞が関に一つ家の石の枕の野寺あるてふ」がある。この歌は、『関八州古戦録』では、「武蔵には霞の関屋ひとつ屋の石のまくらや野守あるてふ」と記される。

### 絵画
江戸時代後期には江戸で広く知られたものになっており、浮世絵や芝居の題材としても数多く取り上げられている。浅草寺（東京都台東区）には安政2年（1855年）の開帳のおりに奉納された浮世絵師・歌川国芳による大きな額の絵馬が保存されており、この伝説の一場面（諌める娘を恫喝する鬼婆）が描かれている。国芳には『木曽街道六十九次之内』（「大久手 一ツ家老婆」）や『本朝二十四孝』（「一ツ家の老女」）や『観世音霊験一ツ家の旧事』など、この伝説を描いた作品は他にも多い。その構図は生人形の興行としても再利用されてもいる。
歌川広重『東都旧跡尽』の「浅茅ヶ原一ツ家 石の枕の由来」では、天井からつり下げられた大きな石が画面には描かれている。月岡芳年は、『一魁随筆』（「一ッ家老婆」）や『月百姿』（「孤家月」）などの作品にこの伝説を描いている。

### 演劇
歌舞伎十八番に対抗して5世・6世尾上菊五郎が選定した歌舞伎演目「梅幸十種」あるいは「新古演劇十種」のうちには「一つ家」として、この伝説を題材とした戯曲が組み込まれている。この「一つ家」の芝居では、鬼婆は茨木（いばらき）、娘は浅茅（あさじ）、稚児・実は漢音菩薩の化身は花若（はなわか）という役名で登場する。